# Da'an
Da'an (大安市S, Dà'ānP) è una città-contea della Cina, situata nella provincia di Jilin e amministrata dalla prefettura di Baicheng.